# Danilo Donati
Danilo Donati (Suzzara, 1926 - Roma, 1 de dezembro de 2001) foi um figurinista italiano.
Premiado com o Óscar por duas vezes: Romeu e Julieta (1968) e Il Casanova di Federico Fellini de 1976. Por este último também foi premiado com o BAFTA, sendo reconhecido com o David por vários outros trabalhos. Participou de muitas produções de Federico Fellini, Pier Paolo Pasolini e Roberto Benigni.

## Filmografia parcial
- 2002 - Pinocchio
- 1997 - A Vida É Bela
- 1994 - Il Mostro
- 1987 - Intervista
- 1986 - Ginger e Fred
- 1985 - Red Sonja
- 1980 - Flash Gordon
- 1976 - Il Casanova di Federico Fellini
- 1975 - Salò o le 120 giornate di Sodoma
- 1973 - Amarcord
- 1972 - Roma
- 1972 - Brother Sun, Sister Moon
- 1969 - Satyricon
- 1968 - Romeu e Julieta (1968)
- 1967 - Édipo Rei
- 1967 - The Taming of the Shrew
- 1964 - O Evangelho segundo São Mateus
- 1959 - A Grande Guerra